# 영월 주천리 삼층석탑
주천 삼층석탑(酒泉 三層石塔)은 대한민국 강원특별자치도 영월군 주천면 주천리에 있는 삼층석탑이다. 1984년 6월 2일 강원특별자치도의 문화재자료 제28호로 지정되었다.

## 같이 보기
- 삼층석탑

## 참고 자료
- 주천삼층석탑 - 국가유산청 국가유산포털